# 卞庄子
卞庄子（?—?），即管庄子、卞严子、辨庄子，中国春秋时期鲁国的卞邑大夫。他母親在世時，他為了保全身體以養母親，故此三戰三敗。當母親辭世時，便傾盡全力，且在一次战争中杀敌七十人，力战而死。
《史記張儀列傳》記載：有一次，卞莊子想剌老虎，他的同伴館豎子想到一個妙計：「兩虎為食而爭鬥，鬥的時候大的必傷，小的必亡，然後把受傷的老虎剌死，就可以獲得一舉雙虎之名。」

## 評價
- 孔子：「若臧武仲之知，公綽之不欲，卞莊子之勇，冉求之藝，文之以禮樂，亦可以為成人矣。」[3]